# Сталинская реконструкция Москвы
Сталинская реконструкция Москвы — крупномасштабная перестройка (реконструкция) Москвы, которая была задумана и частично осуществлена в 1930-е и 1940-е годы.
В 1935 году правительство Москвы утвердило постановление «О генеральном плане реконструкции города Москвы». Генплан был разработан под руководством архитекторов Владимира Семёнова и Сергея Чернышёва и предусматривал создание новых широких транспортных магистралей и расширение имеющихся, возведение мостов, строительство метрополитена, обводнение и озеленение Москвы.

## Предыстория
В Москве с 1912 года при городской думе существовала Комиссия по внешнему благоустройству города. Инициатором её создания и первым председателем был гласный Думы Николай Щенков, а примером организации послужили аналогичные комиссии в Берлине, Вене, Риме. Её задачей было благоустройство города в смысле внешнего его вида — от разбивки парков и украшения фасадов и улиц до мощения мостовых и организации городских общественных уборных. У Щенкова было собственное видение города: «Москва должна принять европейский вид. Исторические памятники и здания, конечно, останутся, но теперешний азиатский характер города — все эти кривые улочки, неправильную планировку построек и странную окраску домов — необходимо уничтожить… Скоро Москва станет вполне европейским городом. В 1914 году будет повсюду проведено электричество, бульвары переделаны на заграничный образец, древесные насаждения на них увеличены, на безобразных площадях, вроде Кудринской, устроены великолепные фонтаны; мостовые будут перемощены».

План Москвы 1917 года

В Москве начала XX века начался строительный бум, продолжавшийся до начала Первой мировой войны. 8 января 1913 года в газете «Голос Москвы» под заголовком «Москва, теряющая свой облик» появились размышления известных архитекторов и художников о будущем облике города. К тому году три четверти строившихся в Москве домов составляли одно- и двухэтажные деревянные и полудеревянные (низ — кирпичный, верх — деревянный) дома деревенского типа.
В советское время развитие промышленности вызвало бурный прирост городского населения. Только за 1918—1924 гг. в Москве из окраинных районов в особняки и доходные дома центральных районов были переселены 500 тысяч рабочих и членов их семей. Нужда населения в строительстве жилищ и культурно-бытовых зданий была обострена. В этих условиях проблемы градостроительства приобретали огромное практическое значение.
Уже сразу после Октябрьской революции были созданы проекты городов будущего, вынесены предложения по реконструкции Петрограда и Москвы. Этими разработками занималась проектная мастерская под руководством Алексея Щусева и Ивана Жолтовского. Изменилось назначение ряда зданий, например экспроприированных дворцов царской фамилии и знати.
Начали строиться новые типы общественных зданий — рабочие клубы, такие как московский Дворец культуры Пролетарского района, возведённый в 1931—1937 годах.
С начала 1920-х годов до середины 1930-х постепенно изменяется стилевая направленность советской архитектуры — простоту и эклектику архитектурных форм 1920-х потребовалось заменить отражением победы социализма. Поэтому советская архитектура предвоенного времени характеризуется монументализацией и парадной представительностью.

### «Город будущего» Сакулина
Первые планы преобразования Москвы появились уже в начале XX века. Один из них — «Город будущего» — составил в 1918 году профессор Борис Сакулин. Это был план районной планировки территории, прилегающей к Москве. План воплощал идею группового расселения, предусматривал развитие обширного экономического района, центром которого была Москва, и являлся одним из первых примеров районной планировки, определяющей зону экономического влияния столицы. По этому плану примыкающие к Москве губернии в радиусе около 200 км были разделены на три кольца расселения. Москва и первые два кольца составляли Большую Москву, среди колец указывался «зелёный пояс». В этом поясе должны были расположиться такие города, как Звенигород, Наро-Фоминск, Подольск, Бронницы, Люберцы, которые соединили бы друг с другом кольцевыми электрифицированными дорогами, а с центром — радиальными магистралями. Первое кольцо окружной железной дороги экономического района объединяло 13 городов, среди которых Дмитров, Волоколамск, Можайск, Серпухов, Коломна, Кашира, Александров и другие. Второе кольцо проходило через города Ржев, Калуга, Тула, Рязань, Владимир, Ярославль и другие, также соединяя 13 городов. Однако проект был невыполним, так как предполагал переустройство жизни на слишком большой территории, сравнимой с небольшим государством.

### «Новая Москва» Щусева и Жолтовского

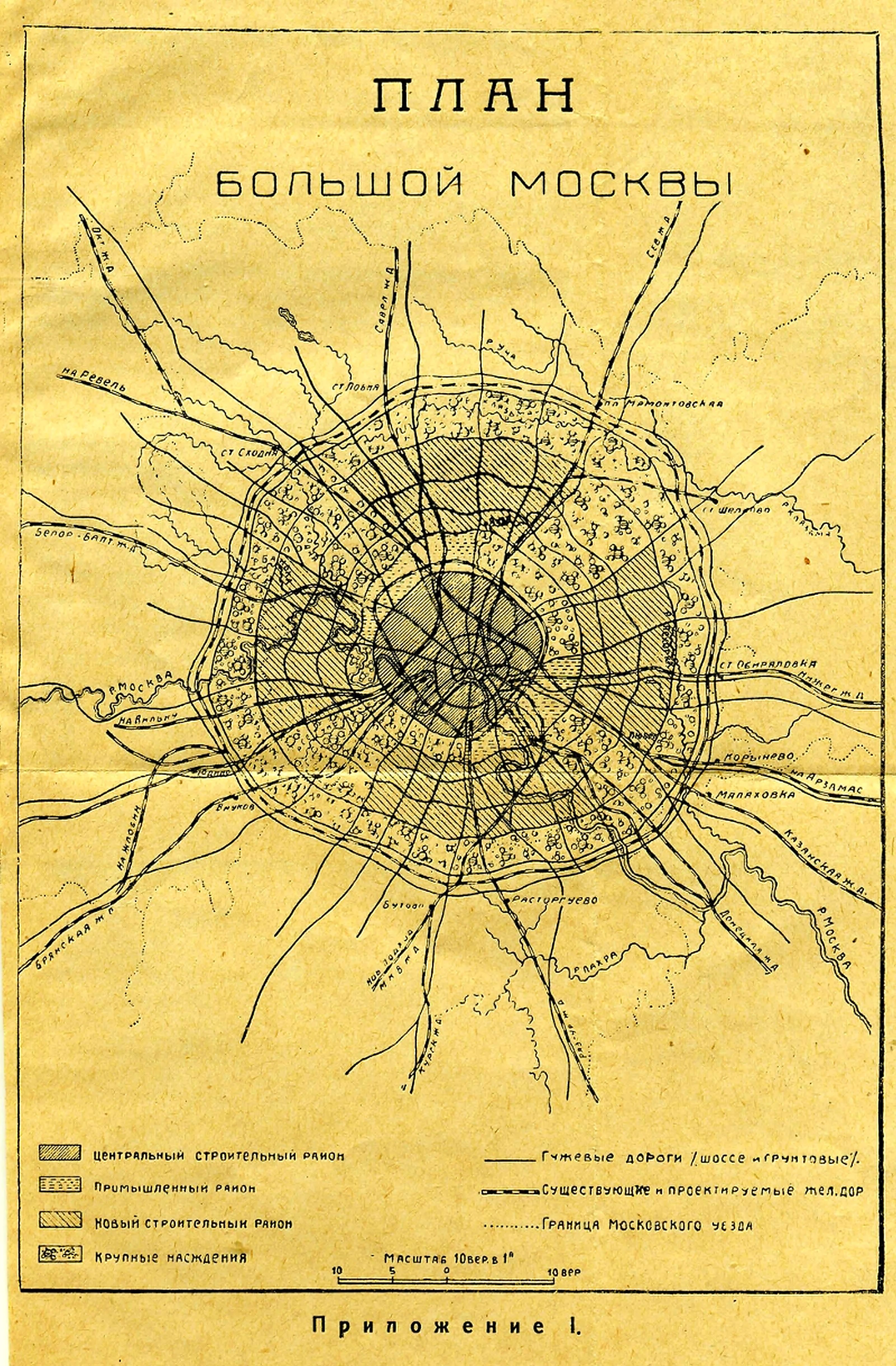
«План Большой Москвы». Приложение I к книге Сергея Шестакова «Большая Москва»

В 1909 году появилось общество «Старая Москва». Одним из направлений его деятельности было создание генерального плана столицы под названием «Новая Москва» с целью выявления исторической планировки Москвы и развития её в соответствии с современными нуждами. Разработка плана велась с 1918 года в специально организованной архитектурной мастерской Моссовета под руководством Алексея Щусева и Ивана Жолтовского.
Работа над проектом продолжалась и после революции. План за подписью Щусева был опубликован в 1923 году. Согласно плану, ядром столицы становился «Золотой город» — объединённые Кремль и Китай-город; его окружали пять поясов: в кольце бульваров - «Белый город», в кольце Садовых - «Земляной город», а также «Красный город», пояс городов-садов и зелёный парковый пояс.
«Красный город» планировалось расположить в Новом парковом кольце, куда входили Ходынское поле, Сокольники, Лужники, а пояс городов-садов был привязан к станциям окружной и радиальной железных дорог. По задумке Щусева, должны были создаваться новые сквозные кольца с новыми мостами через Москву-реку, при этом не нарушая коренным образом старую систему планировки Москвы. Благодаря Щусеву в городе от центра к периферии появились так называемые зелёные клинья, создавая экологический каркас столицы.

### «Большая Москва» Шестакова
Проект был разработан в 1921—1925 годах Сергеем Шестаковым, который с 1910 года занимал должность главного инженера по благоустройству Москвы. В плане Шестакова нашли отражение идеи Сакулина и Щусева. Он основывался на исторически сложившейся радиально-кольцевой структуре города, общая территория которого на тот момент должна была увеличиться до 200 тыс. га (территория Москвы в 1912 году составляла 17,7 тыс. га). Историческое ядро города опоясывалось системой трёх колец. Было предусмотрено комплексное развитие целого экономического района с учётом тяготеющих к столице городов: Звенигород, Подольск, Домодедово и другие, находящиеся на расстоянии 40—80 км, составляли первое кольцо. Второе кольцо образовывали Волоколамск, Можайск, Серпухов и другие на расстоянии 90—120 км. План сохранял деление города на центр и периферию. Согласно проекту, в «Большой Москве» должно было быть пять зон: Центральная городская, Парково-Промышленная, Садовая, Лесная оградительная и Железнодорожная.
Однако власти в 1929 году от плана реализации отказались, а сам Шестаков был репрессирован.

## Подготовительные мероприятия

### Предложения архитекторов

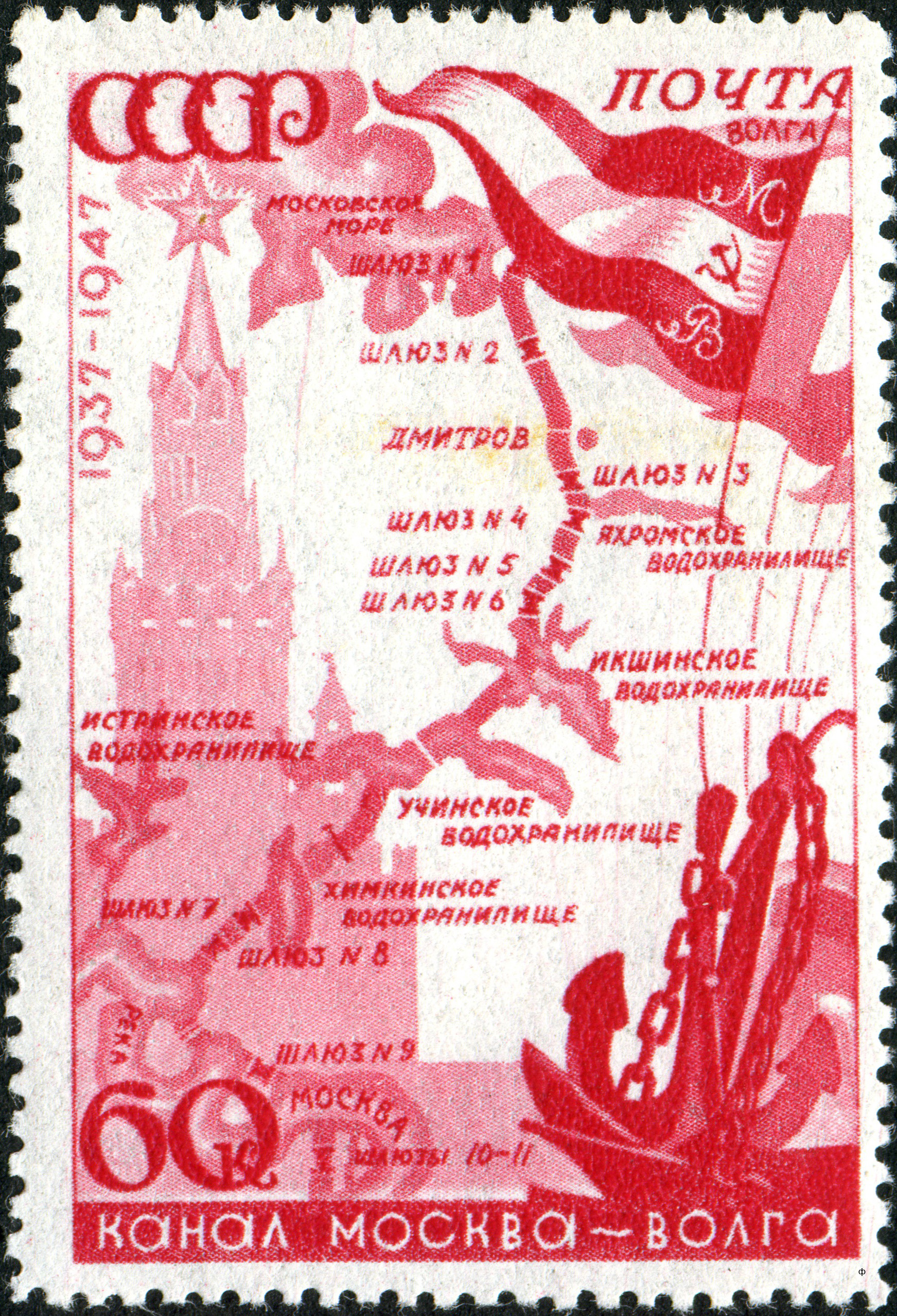
Советская почтовая марка с изображением канала Москва-Волга

В конце 1920-х годов советское правительство стало задумываться о судьбе Москвы как столицы первого в мире социалистического государства, и она должна была соответствовать своему статусу. Конец 1920-х и начало 1930-х годов — время бурных дискуссий о принципах социалистического расселения, типах жилища, путях развития будущей Москвы, о будущем советского народа. В целом это был конфликт «урбанистов» и «дезурбанистов». Первые отстаивали развитие города в высоту, в их главе был экономист и социолог, автор концепций «генерального плана построения социализма в СССР» 1929 года и «социалистического города» 1930-го Леонид Сабсович. А вторые были сторонниками развития города в ширину и малоэтажного строительства, их главная персона — социолог, экономист и градостроитель Михаил Охитович. «Урбанисты» настаивали на превращении всех населённых пунктов страны за 10—15 лет в «социалистические города» с населением 50—80 тысяч человек, соединённые транспортными путями высокого класса; «дезурбанисты» принимали за основу создание сети транспортных магистралей, вдоль которых осуществляется расселение в виде индивидуальных домов облегченной конструкции. Проблемы связи и обслуживания должны были решаться при помощи личного автомобиля. Утопичность дезурбанистических концепций была резко раскритикована во время широкой дискуссии 1929—1930 годов, вследствие чего в 1931 году Советский Союз пережил непродолжительный период урбанистических экспериментов.
В 1932 году Моссоветом был организован закрытый конкурс на идею генерального плана Москвы. В конкурсе принимали участие крупнейшие функционалисты со всего мира — Ле Корбюзье, Ханнес Майер, Эрнст Май, Николай Ладовский.

### Проекты Красина, Мая и Майеров
Конкурс отразил различные творческие взгляды и направления поисков в области градостроения.
Так, в проекте инженера Германа Борисовича Красина планировка Москвы предлагалась в виде звездообразной структуры с плотно застроенным центром, поселковой застройкой вдоль радиальных магистралей, между которыми пролегали зелёные насаждения, идущие из Подмосковья к центру.
Немецкие архитекторы Эрнст Май, К. и Ханнес Майеры предлагали оставить радиально-кольцевую планировку и исторический центр города, в котором сосредотачивалась культурная и административно-политическая жизнь. Развивать промышленность планировалось на юго-востоке; города-спутники соединялись с центром и промышленными районами электрической железной дорогой.
Архитектор-рационалист Эрнст Май, являясь сторонником идеи дезурбанизации, считал, что «Москва в таком виде, как сейчас, способна рационально обслужить не более 1 миллиона жителей». А поскольку реальная численность населения на тот момент превышала 3 миллиона человек, город необходимо сократить и расселить. По предложению архитектора, нужно было оставить в существующих границах города административно-деловой центр, а вокруг города создать так называемые драбанты — города-спутники с малоэтажной застройкой, где люди жили бы в одно- и двухэтажных домах с приусадебными участками, между которыми располагались бы зелёные и сельскохозяйственные зоны. В целом такой проект развития был довольно типичен для европейских городов. Как полагал Май, «при системе драбантов кольцевая схема планировки старого города не таит в себе никаких пороков». Старая Москва как город переставала существовать и превращалась лишь в административно-деловой центр.

### Прямоугольная сетка Ле Корбюзье

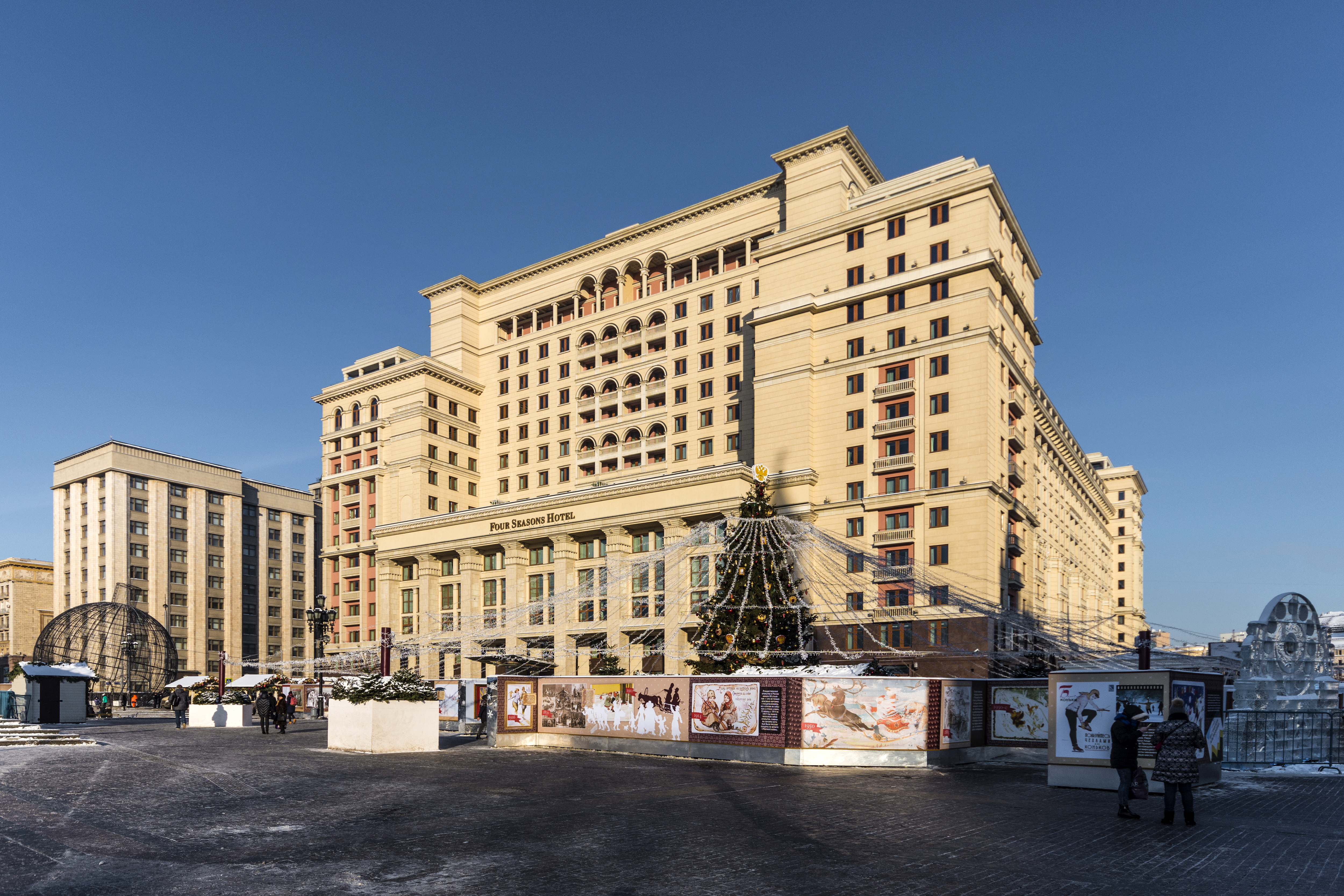
Гостиница «Москва». 2016 год

Франко-швейцарский архитектор, классик архитектурного авангарда Ле Корбюзье считал, что средневековая радиально-кольцевая структура плана не способна вместить новое содержание растущего города. Он высказывал идею фактически построить на месте Москвы новый город, оставив только наиболее выдающиеся памятники русского зодчества, такие как Кремль и Китай-город. Архитектор был категоричен: «Нет возможности мечтать о сочетании города прошлого с настоящим или с будущим; а в СССР — больше, чем где-либо. В Москве, кроме нескольких драгоценных памятников былой архитектуры, ещё нет твёрдых основ; она вся нагромождена в беспорядке и без определённой цели. В Москве всё нужно переделать, предварительно всё разрушив». Ле Корбюзье предлагал прямоугольную сетку улиц вместо традиционной радиально-кольцевой структуры, а территорию столицы, по его мнению, необходимо было сократить за счет этажности зданий, окружив их зелёной зоной. Территория должна была быть разделена на зоны: на севере располагался бы новый политический центр города, южнее — четыре больших жилых района, затем — исторический центр, к югу от которого осталась бы промзона.

### Парабола Николая Ладовского
Рациональный архитектор Николай Ладовский считал, что Москва сотни лет была радиально-кольцевым городом-крепостью и не располагала общественными пространствами и зданиями, необходимыми для столицы. По Ладовскому, при традиционном развитии кольца города будут расти одно за счёт другого, что не может не привести к конфликту. Он предложил проект, в котором впервые была реализована идея динамического города. План архитектора предполагал разорвать радиально-кольцевую систему планировки Москвы, разомкнув одно из колец, и дать городу возможность динамического развития в заданном направлении, а именно в северо-западном вдоль улицы Горького, Ленинградского шоссе и далее. Город должен был развиваться вдоль этой оси, а параллельно ему следовали бы зоны промышленности и сельского хозяйства. Москва должна была принять форму параболы, или кометы, с историческим центром города в качестве ядра, а осью должна была служить Тверская улица: «Центр города приобретает форму веера». Со временем Москва, развиваясь в северо-западном направлении, могла слиться с Ленинградом.
Такая идея построения города, выдвинутая Ладовским ещё в 1929 году, предвосхитила зарубежные предложения 1950—1960-х годов. В Генеральном плане Москвы 1971 года обнаруживается та же идея разрыва радиально-кольцевой системы в юго-западном направлении. Однако проект Ладовского реализован не был — сталинский генплан закрепил сложившуюся кольцевую структуру.

### Проект Льва Ильина
Проект реконструкции Москвы был предложен Львом Ильиным в 1936 году, уже после реализации Генерального плана. Он существенно отличался от предшествующих попыток решения проблемы нового центра столицы. В этом проекте впервые была предпринята попытка решения вопроса реконструкции центра города не через проектирование отдельных зданий — Дворца Советов или здания Наркомата тяжёлой промышленности, — а через проектирование связанных между собой ансамблей-комплексов.

## Генеральный план

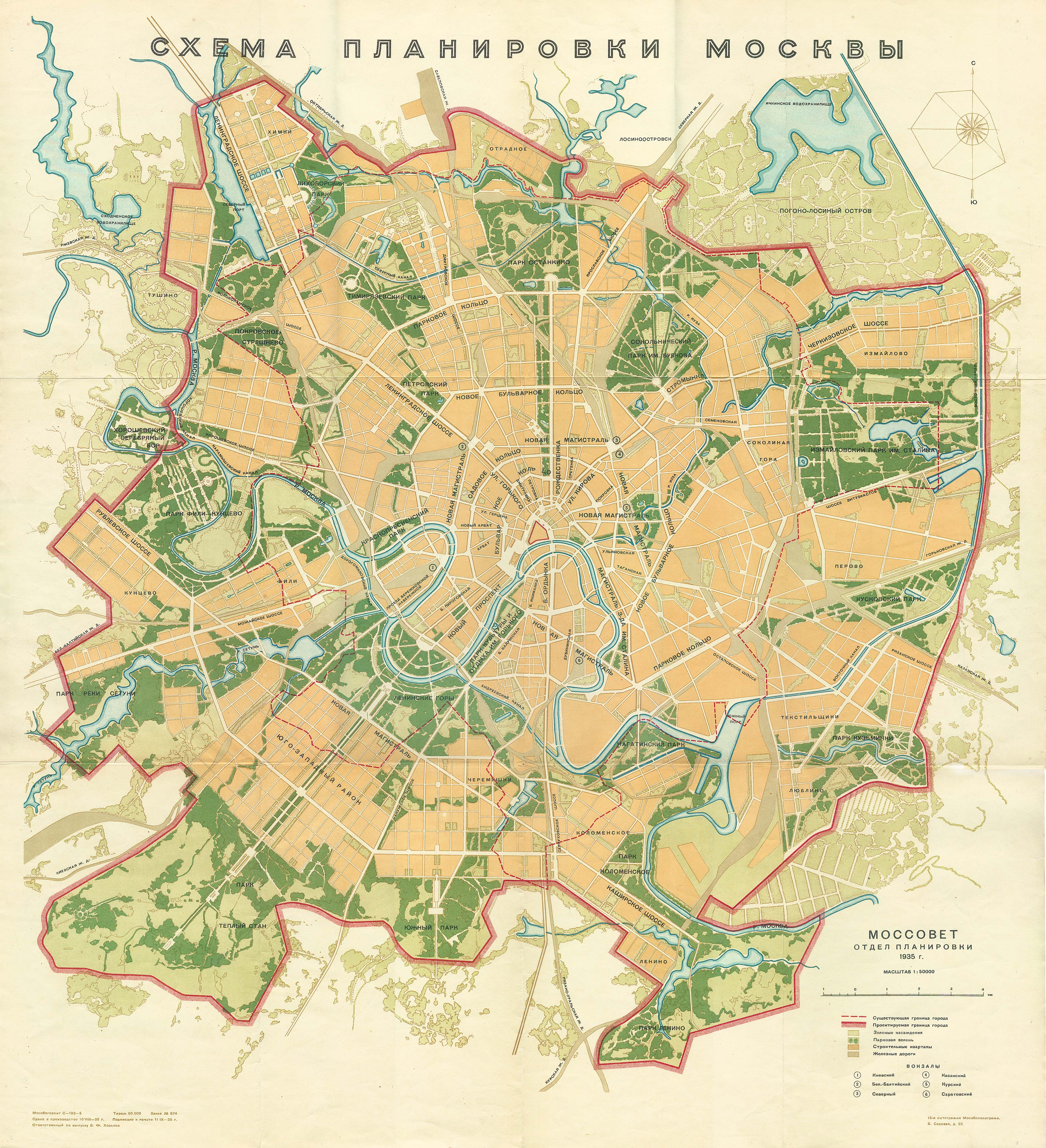
Генеральный план реконструкции Москвы 1935 года

Ни один из конкурсных проектов, озвученных ранее, не был признан достаточно убедительным, чтобы стать основой будущего реального плана преобразования Москвы. Поэтому в 1933 году для разработки такого плана были созданы проектные мастерские Моссовета. Вопросами реконструкции центра столицы в 1933—1935 гг. начала заниматься планировочная мастерская № 2 Моссовета, одним из руководителей которой был ленинградский архитектор Владимир Щуко.
В 1935 году Иосиф Сталин и Вячеслав Молотов утвердили постановление «О генеральном плане реконструкции города Москвы». К моменту утверждения генплана по нему уже велись масштабные градостроительные работы: в 1935 году завершили первую очередь метрополитена и развернулись проектные и строительные работы по сооружению канала имени Москвы.
Предполагалось, что новый генеральный план, разработанный Владимиром Семёновым и Сергеем Чернышёвым, будет воплощён в жизнь за десятилетие. Приоритетным направлением признавалось строительство Московского метрополитена, который получил имя Кагановича. Вплоть до Великой Отечественной войны работы по осуществлению Генерального плана шли непрерывно, с нарастанием объёмов всех видов строительства.
Большое значение придавалось также обводнению Москвы. В 1937 году было завершено строительство канала Москва-Волга (нынешнего канала им. Москвы), ставшего как водоснабжающей, так и судоходной магистралью. Особое внимание уделялось строительству каналов, которые должны были соединить столицу со всеми крупными реками европейской части страны. К 1937 году появились новые высокие незатопляемые набережные общей протяженностью 52 км, а в период с 1936 по 1937 год были реконструированы три существующих моста и построены девять новых.

## Новая Москва

«Новая Москва» (Ю. И. Пименов, 1937)

Венцом застройки района к северо-западу от Кремля должен был стать Дворец Советов

В первые месяцы после утверждения постановления «О генеральном плане реконструкции города Москвы» в 1935 году стало ясно, что трудовые и материальные ресурсы не соответствовали реализации «гигантского размаха московского строительства». Из-за отсутствия строительных механизмов и машин, постоянных кадров рабочих, инженеров, руководителей-хозяйственников установленные планы выполнять не удавалось, а затраты на строительство увеличивались. ЦК ВКП(б) и СНК СССР пришлось рассмотреть дополнительно вопросы по решению проблем строительства «Об улучшении строительного дела и об удешевлении строительства» от 11 февраля 1936 года.
Так, в течение года с привлечением лучших специалистов подготавливали взрыв Храма Христа Спасителя, чтобы на его месте построить Дворец Советов, архитектором которого был Борис Иофан. Почти два года тысячи рабочих разбирали руины взорванного храма. Идея строительства дворца на месте храма Христа Спасителя имела особое значение: разрушение главной московской церкви — символа победы царизма над Наполеоном было важным шагом в процессе удаления символов прошлого. На смену религиозному символу старой России приходит новый символ новой империи. Дворец Советов должен был стать самым высоким зданием планеты, опередив американский Эмпайр-стейт-билдинг.
Строительство дворца, начатое только в 1937 году, так и не завершилось — началась война. К 1939 году закончилось строительство фундамента высотной части, главного входа и стороны, обращённой к Волхонке. Однако сваи фундамента из высокопрочной стали разобрали для изготовления противотанковых ежей. В 1942 году стальные конструкции здания были демонтированы и использованы для строительства мостов на железной дороге, созданной для снабжения северным углем центральных районов. После войны ещё какое-то время существовало управление строительства Дворца Советов, архитектор Борис Иофан продолжал работу над проектом. И только в 1960 году было принято решение прекратить дальнейшее проектирование дворца. Место стройки перенесли на гребень Ленинских гор, а Дворец Советов заменили новым зданием МГУ, архитектором которого стал Лев Руднев. Работы над новым зданием велись в очень сжатые сроки, поэтому в основу лёг проект Иофана, что подчёркивало преемственность здания МГУ по отношению к Дворцу Советов. На память о Дворце Советов осталась станция метро «Кропоткинская» (прежде одноимённая) работы мастера Алексея Душкина, которая изначально задумывалась как подземный вестибюль дворца.

### Постройки 1930-х годов

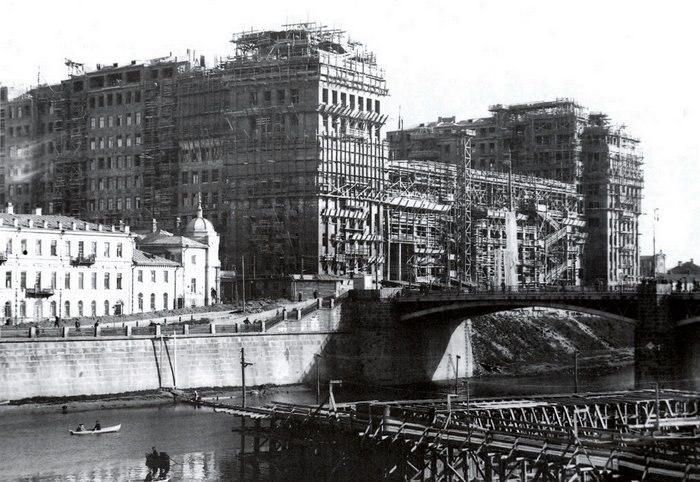
Строительство Дома на набережной

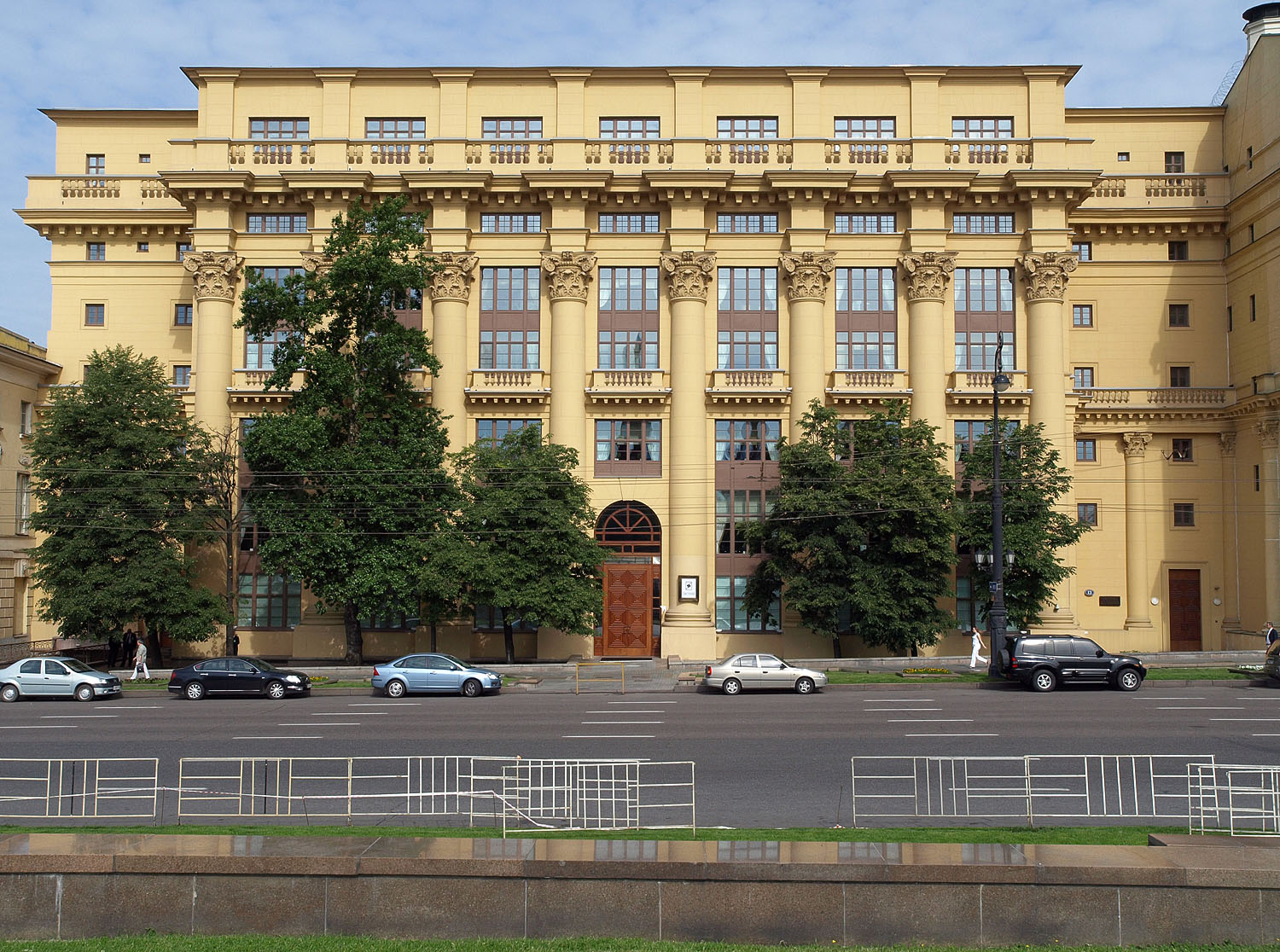
Дом № 13 на Моховой улице. 2008 год

Реализация генерального плана началась в районе Манежной площади и улицы Горького — с создания таких знаковых образцов новой архитектуры, как жилой дом № 13 на Моховой улице архитектора Ивана Жолтовского, здание Ленинской библиотеки архитекторов Владимира Гельфрейх и Владимира Щуко, здание Госплана архитектора Аркадия Лангмана, гостиница «Москва» архитектора Алексея Щусева, Дом на набережной, построенный по проекту Бориса Иофана на противоположной стороне реки.
Традиционализм советских архитекторов опирался на дореволюционный опыт архитектуры. Так строился дом № 13 на Моховой в 1934 году, где был использован один из излюбленных декоративных приёмов — колоннада. Дизайн здания вызывал интерес к нему со стороны жителей столицы. Москвичи приходили смотреть «красивый дом».
Первой гостиницей, построенной при советской власти, была гостиница «Москва». Она возводилась с 1933 по 1936 год. В здании прослеживаются характерные черты от переходного периода конструктивизма к сталинскому ампиру. Гостиницу украшали скульптуры, панно, живопись, мозаика. В 2004 году здание было снесено, а к 2013-му на его месте построили новое.
Здание Наркомзема построено в 1928—1933 годах в стиле позднего конструктивизма. При строительстве применялись новые технологии, новые материалы и был реализован авангардный дизайн, что предполагало каркасную систему здания. Также в архитектуре строения появились округлые элементы.
Жилой дом № 77 на улице Осипенко (нынешней Садовнической) построен в 1929 году архитектором П. Яньковским. В 1937-м в связи с реконструкцией Краснохолмского моста через Москву-реку было принято решение разделить дом на две части и перенести одну из них, длина которой составляла 86 м, а вес — 9 тыс. т, развернув на 19 градусов.
На противоположной стороне реки в 1931 году по проекту Бориса Иофана был построен Дом на набережной. Он создавался специально для партийной элиты того времени. Здесь проживали известные учёные, герои гражданской войны, герои Труда, писатели и деятели культуры.

## Разрушение памятников архитектуры

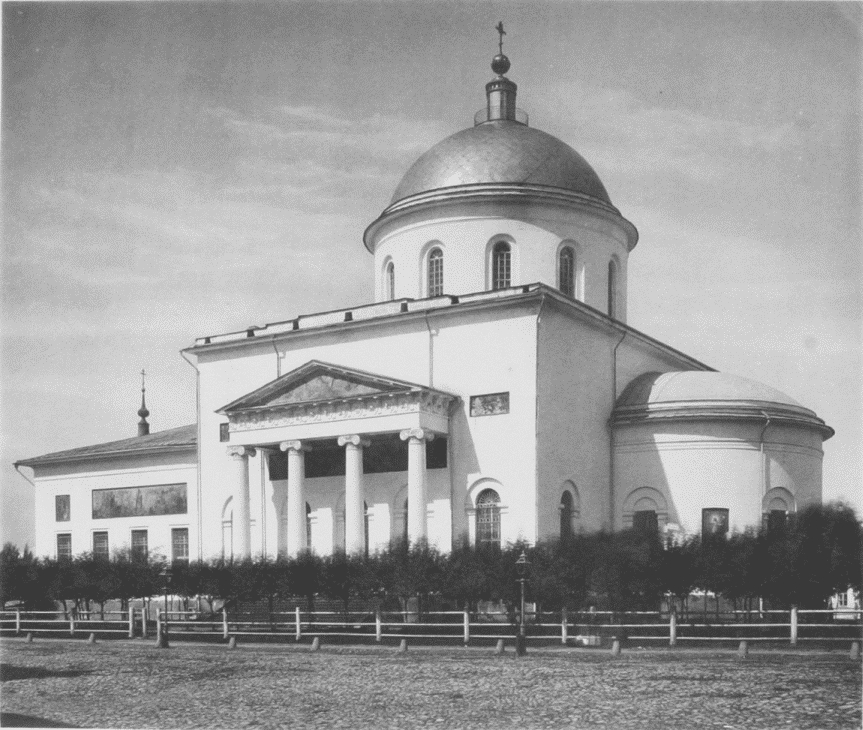
Церковь Большого Вознесения. 1882 год

Иверские ворота перед сносом. 1929 год

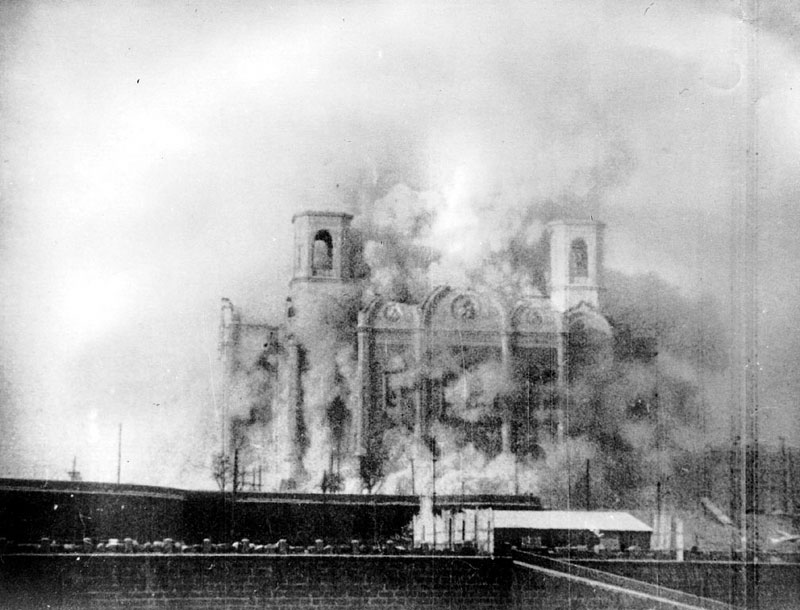
Уничтожение Храма Христа Спасителя. 1931 год

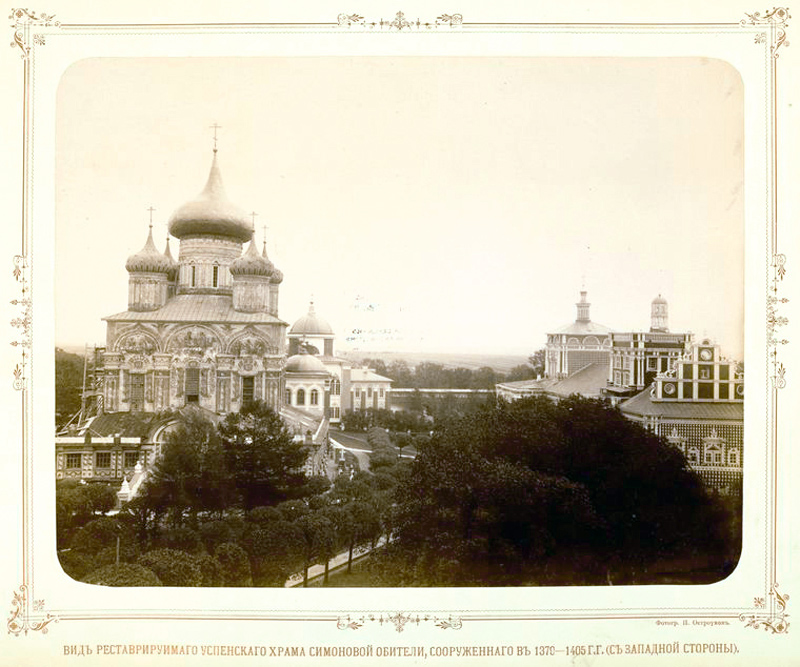
Симонов монастырь

Во время реализации госплана количество памятников московской архитектуры, официально состоявших под государственной охраной, заметно сократилось: в 1928 году их было 216, в 1932-м — 104, а к 1935 году осталось только 74 здания. В 1930-х годах на улице Фрунзе была снесена церковь Знамения, первое упоминание о которой относится к 1600 году. До 1925 года улица, на которой она находилась, называлась по её имени — Знаменка. 30 августа была закрыта церковь Большого Вознесения, расположенная у Никитских ворот, в которой за сто лет перед этим венчался Александр Пушкин. Здание сильно пострадало (в нём даже планировалось открыть крематорий), однако уцелело, и в 1970-е годы было отреставрировано.
По задумке, все значимые площади города, включая Красную, должны были увеличиться как минимум в два раза благодаря сносу находящихся вокруг них строений. Это придало бы большую значимость возводимым зданиям, а также служило бы местом для проведения масштабных массовых мероприятий.
Ширина практически всех важных улиц города, проспектов и шоссе тоже должна была увеличиться до 30—40 метров и более за счет сноса и переноса стоявших там зданий. Тверская улица и Новый Арбат — пример того, как должны были бы выглядеть прямые и широкие центральные улицы.
Почти все культовые сооружения в районе новостроек (по Тверской и Охотному ряду) были уничтожены, невзирая на их историко-культурную ценность. На улице Горького были заменены практически все фасады. Старинные здания, которые считали целесообразным сохранить (как, например, здание Моссовета и дом Союзов), надстраивались и с помощью специальной технологии переносились на уровень новой красной линии. Технологию переноса каменных зданий с отрывом от фундамента освоил инженер Эммануил Гендель.
Всё, что не подлежало переносу и могло мешать движению транспорта, сносили. Так были уничтожены Китайгородская стена с Иверскими воротами, Сухарева башня, единственный в своём роде памятник XVII века, в которой размещалась первая в России математическая навигационная школа, Московские триумфальные ворота, сооружённые Осипом Бове у Белорусского (бывшего Александровского) вокзала в память о событиях 1812 года.
В 1930 году при реконструкции Сухаревской площади исчез рынок, который существовал на этом месте с 1812 года, а в 1934-м снесли знаменитую Сухареву башню, построенную по распоряжению Петра I. На месте башни установили доску почёта колхозов московской области, которая простояла на площади два года.
Уничтожены были и Красные ворота, существовавшие в Москве с начала XVIII века, автором которых является Дмитрий Ухтомский. Эта триумфальная арка, построенная в 1753 году, была снесена вместе со стоящей неподалёку церковью Трёх Святителей по причине расширения Садового кольца.
В ходе сталинской реконструкции в столице было уничтожено немало храмов. Среди них оказались Храм Христа Спасителя, место которого было отдано под строительство Дворца Советов, церковь Иоанна Воина на Убогом дому, где возвели гостиницу «Славянка», на месте Страстного женского монастыря появился театр «Россия», памятник Пушкину и сквер. По некоторым свидетельствам, та же судьба могла постигнуть и храм Василия Блаженного.
На месте частично снесённого Симонова монастыря построили Дворец культуры ЗИЛа. Уничтожение Симонова монастыря, основанного в 1370 году, стало одной из самых крупных потерь для церкви. С ним связаны многие ключевые события в истории России. Монастырь называли «щитом Москвы» — он нередко отражал первый удар неприятеля, пытавшегося взять приступом столицу. Сергий Радонежский любил монастырь и часто в нём останавливался, на его территории находились захоронения героев Куликовской битвы.

Какая странная пустота открылась передо мной на том месте, где я привык видеть Водопьяный переулок. Его не было. Он исчез, этот Водопьяный переулок. Он просто больше не существовал. Он исчез вместе со всеми домами, составлявшими его. Как будто их всех вырезали из тела города. Исчезла библиотека имени Тургенева. Исчезла булочная. Исчезла междугородная переговорная. Открылась непомерно большая площадь — пустота, с которой трудно было примириться. Реконструкция знакомого перекрестка была сродни выпадению из памяти. В Москве уже стали выпадать целые кварталы. Потом наступила более тягостная эпоха перестановки и уничтожения памятников. Незримая всевластная рука переставляла памятники, как шахматные фигуры, а иные из них вовсе сбрасывала с доски.— Валентин Катаев «Алмазный мой венец»
Помимо уничтожения памятников старой Москвы, пострадала и московская топонимия. В 1922-м и в 1937 годах по Москве прокатились две волны переименований. Восстановление прежних названий улиц и площадей, переименовывания станций метрополитена начинается с 1990 года. Площадь 50-летия Октября вновь стала Манежной, проспект Калинина — Новым Арбатом, а проспект Маркса вновь разделился на три улицы: Охотный Ряд, Театральный проезд и Моховую.
Новая топония была ситуативной и отражала политическую необходимость. Например, 25 ноября 1955 года московский метрополитен получил имя Владимира Ленина, а станция «Охотный ряд» стала станцией «Имени Кагановича». Через два года, когда сам Каганович оказался в числе участников так называемой антипартийной группы, станции вернули прежнее название — «Охотный ряд». Название просуществовало до 30 ноября 1961 года, когда его сменили на «Проспект Маркса». 5 ноября 1990 года станции вернули историческое название «Охотный ряд».

## Остановка работ

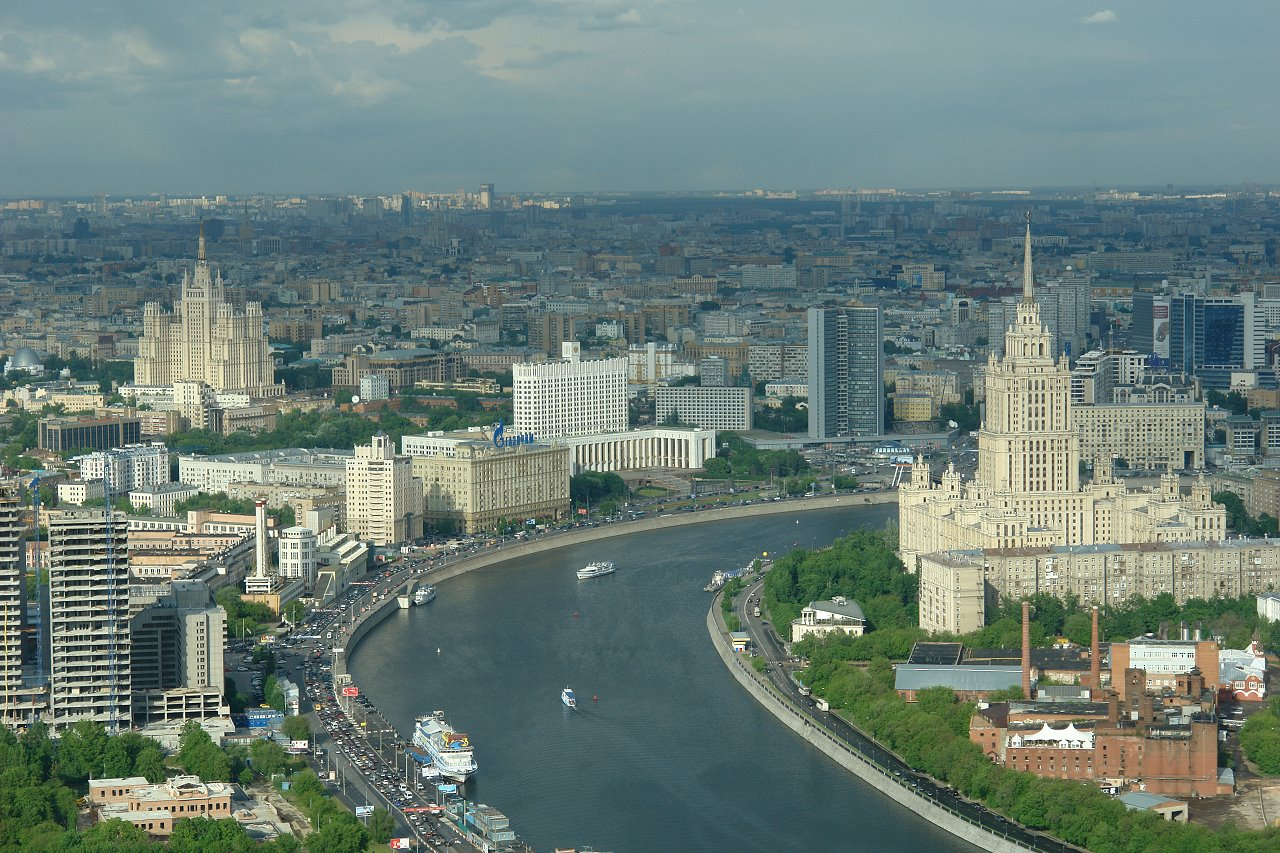
Высотки Москвы. 2008 год

Реализация грандиозных планов создания Новой Москвы была остановлена с началом Великой Отечественной войны в 1941 году. В послевоенный период генеральный план продолжал реализовываться со значительными коррективами. В панораме столицы появились новые высотные акценты — так называемые сталинские высотки. Все восемь (построены только семь) московских высоток были заложены в один и тот же день 800-летия Москвы — 7 сентября 1947 года, и в один и тот же час — в 13:00 по московскому времени.
Участки для строительства были выбраны в основном на пересечении радиальных магистралей с Садовым кольцом и рекой Москвой. Предполагалось, что высотные здания создадут комплекс градостроительных доминант, подчеркнут радиально-кольцевую структуру городского плана и станут основой формирования новых ансамблей площадей города. Так, например, здание Московского государственного университета наиболее значимо с градообразующей точки зрения, именно поэтому оно построено на Воробьевых горах — в самом высоком месте Москвы.
На смену сталинскому классицизму пришёл сталинский ампир — лидирующее направление в архитектуре советской России с 1936 по 1955 годы. Известный архитектор того времени Натан Остерман писал: «Коммунизм… выступает не только как общественный порядок, но и как закон природы». Для сталинского ампира характерно сочетание монументальности с использованием архитектурных ордеров, композиций из скульптур трудящихся, спортсменов, военных, а также портиков, барельефов, колонн, панно из мозаики, государственной символики, гербов. Для отделки фасадов и внутренних интерьеров использовались мрамор, гранит, бронза. Характерными памятниками архитектуры того времени являются здание Главного павильона ВСХВ и станции метрополитена.
В это же время прекращается снос православных храмов, во многом лишённых своих опознавательных знаков — колоколен, пятиглавия. Это позволило некоторым из них сохраниться до нашего времени. Общепризнано, что сталинские высотки являются вершиной послевоенного «советского ар-деко» в городской архитектуре.

## Итоги реализации Генплана
План был реализован лишь частично, однако многие районы города претерпели существенную перестройку. В отличие от исторического центра, новые районы стали строить по строгой прямоугольной сетке. Подмосковье с этого периода рассматривается как придаток столицы, где располагаются важнейшие стратегические военные базы, склады, сортировочные, сооружения коммунального обслуживания. Генеральный план предписывал построить там дома отдыха, пионерлагеря и дачи.
Тогда же распланировали линии метро, которые должны были обслуживать разрастающийся город, и выделили территории для строительства высоток.
Реки и каналы рассматривались как ещё один путь сообщения, потому должны были обрести такой же парадный облик, как и широкие автомагистрали, что было реализовано в ходе строительства — появились гранитные набережные Москвы-реки.

## В филателии
Тема сталинской реконструкции Москвы получила отражение в серии почтовых марок СССР 1939 года:

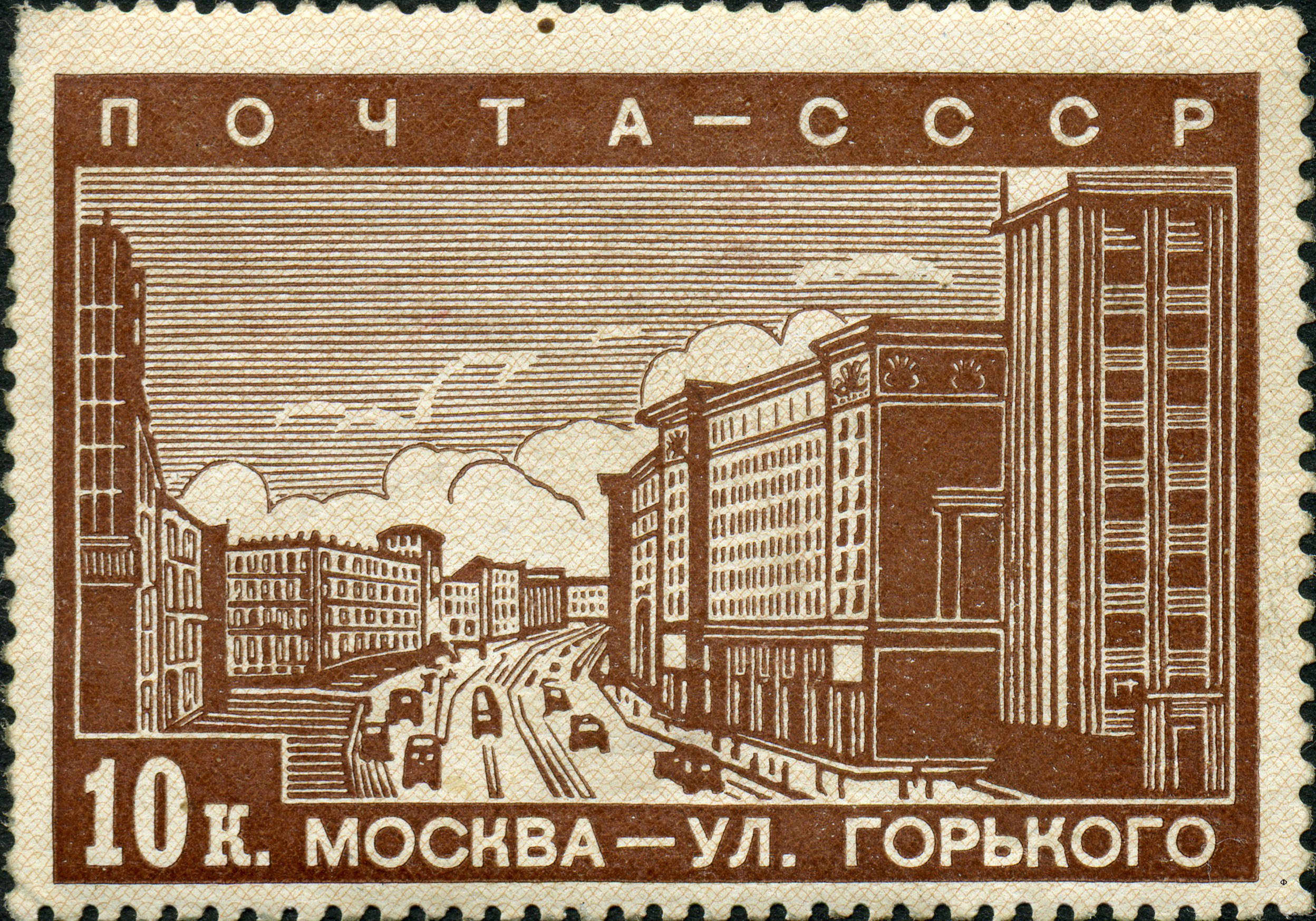
Серия «Реконструкция Москвы»: Улица Горького (Тверская) ( (ЦФА [АО «Марка»] № 653), 1939 год).
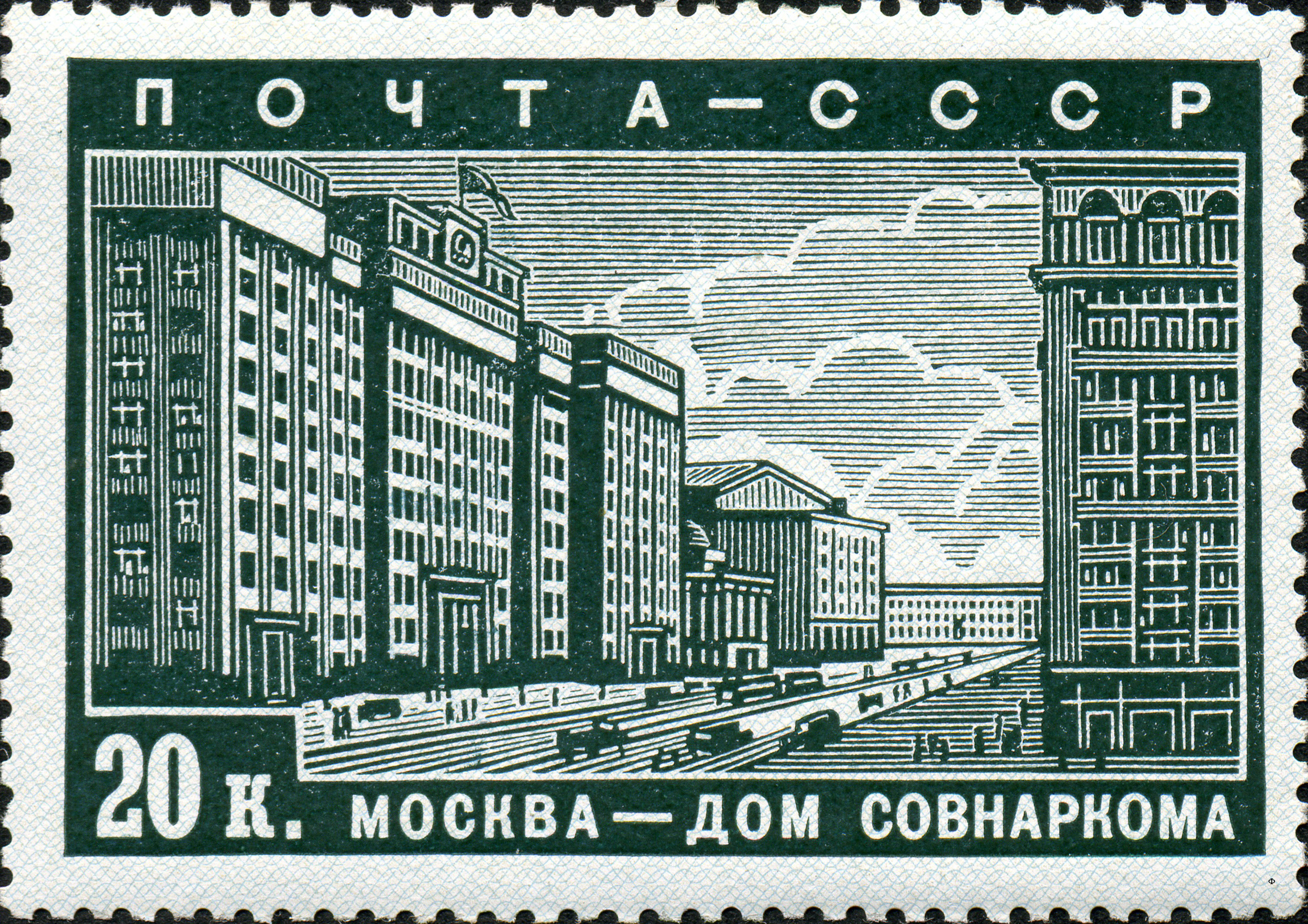
Серия «Реконструкция Москвы»: Дом Совнаркома ( (ЦФА [АО «Марка»] № 654), 1939 год).
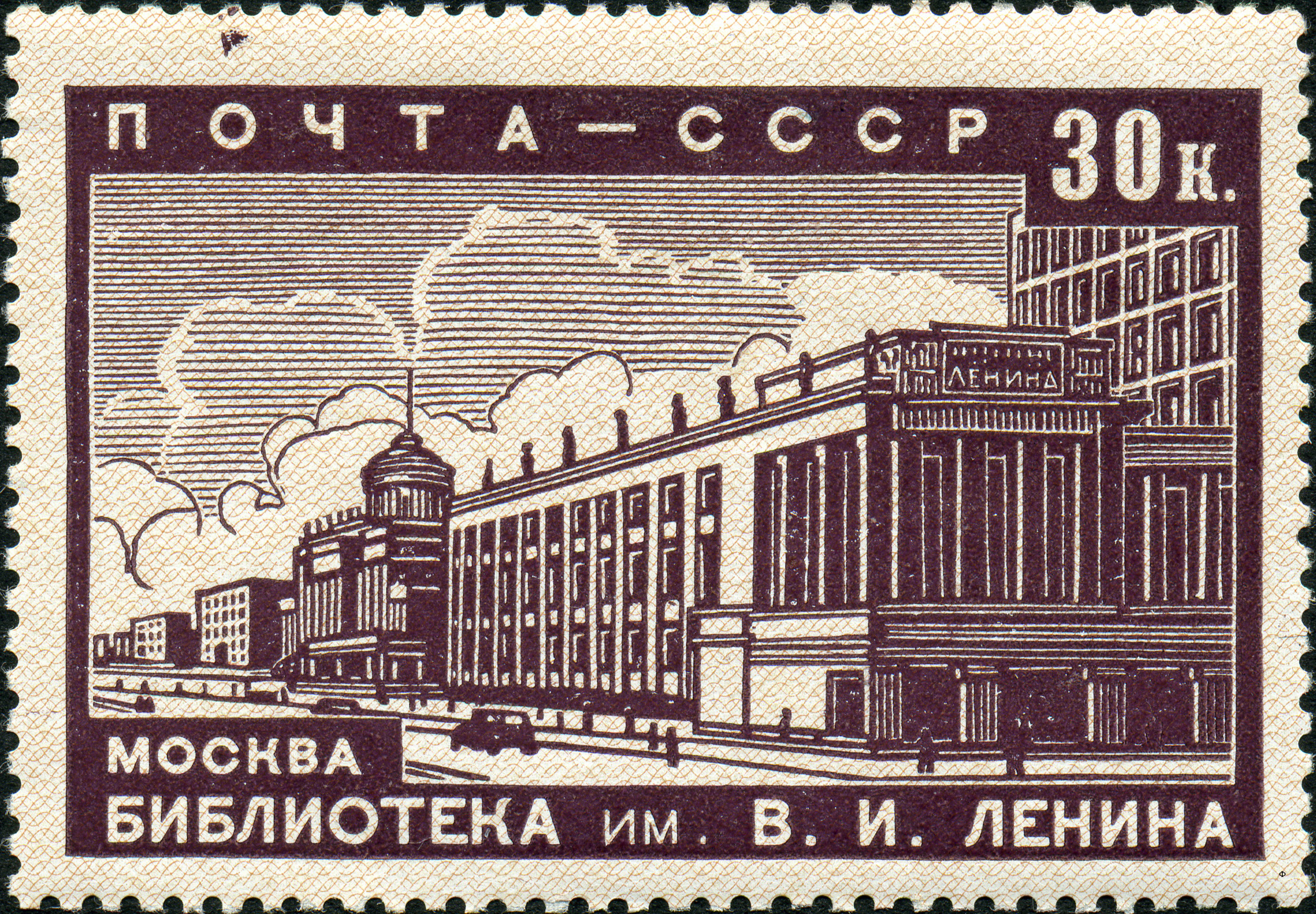
Серия «Реконструкция Москвы»: Библиотека имени В. И. Ленина ( (ЦФА [АО «Марка»] № 655), 1939 год).
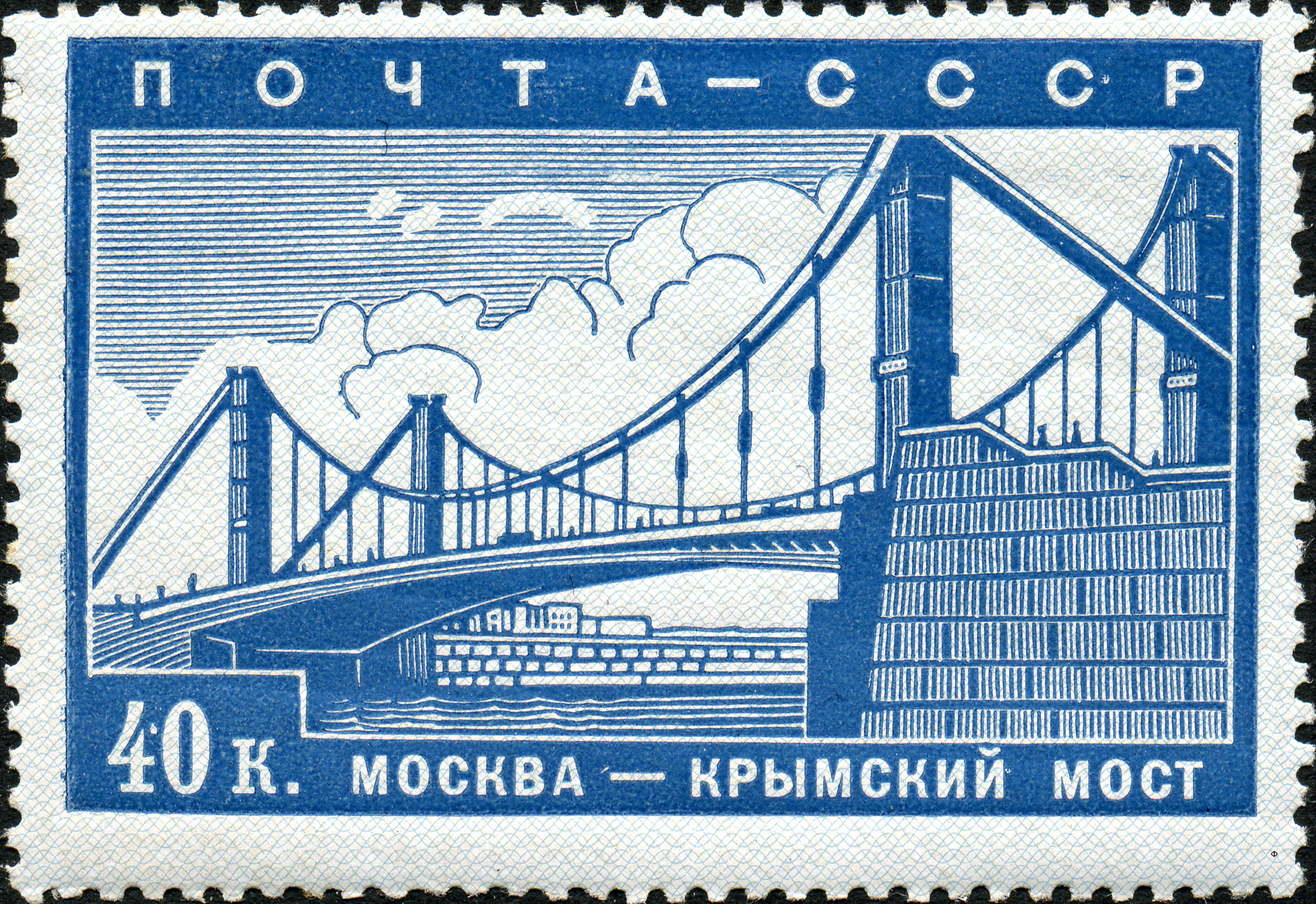
Серия «Реконструкция Москвы»: Крымский мост ( (ЦФА [АО «Марка»] № 656), 1939 год).
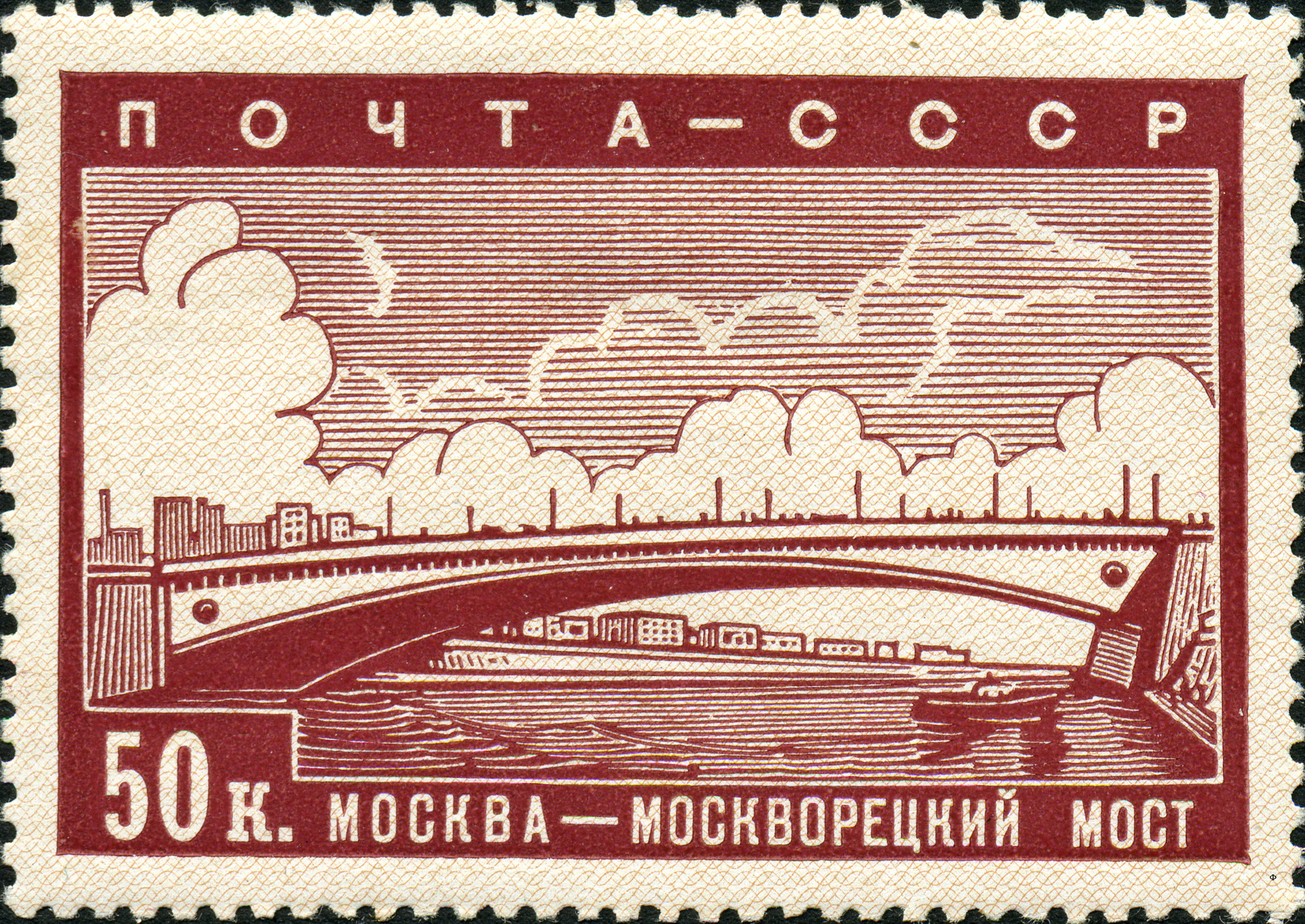
Серия «Реконструкция Москвы»: Москворецкий мост ( (ЦФА [АО «Марка»] № 657), 1939 год).
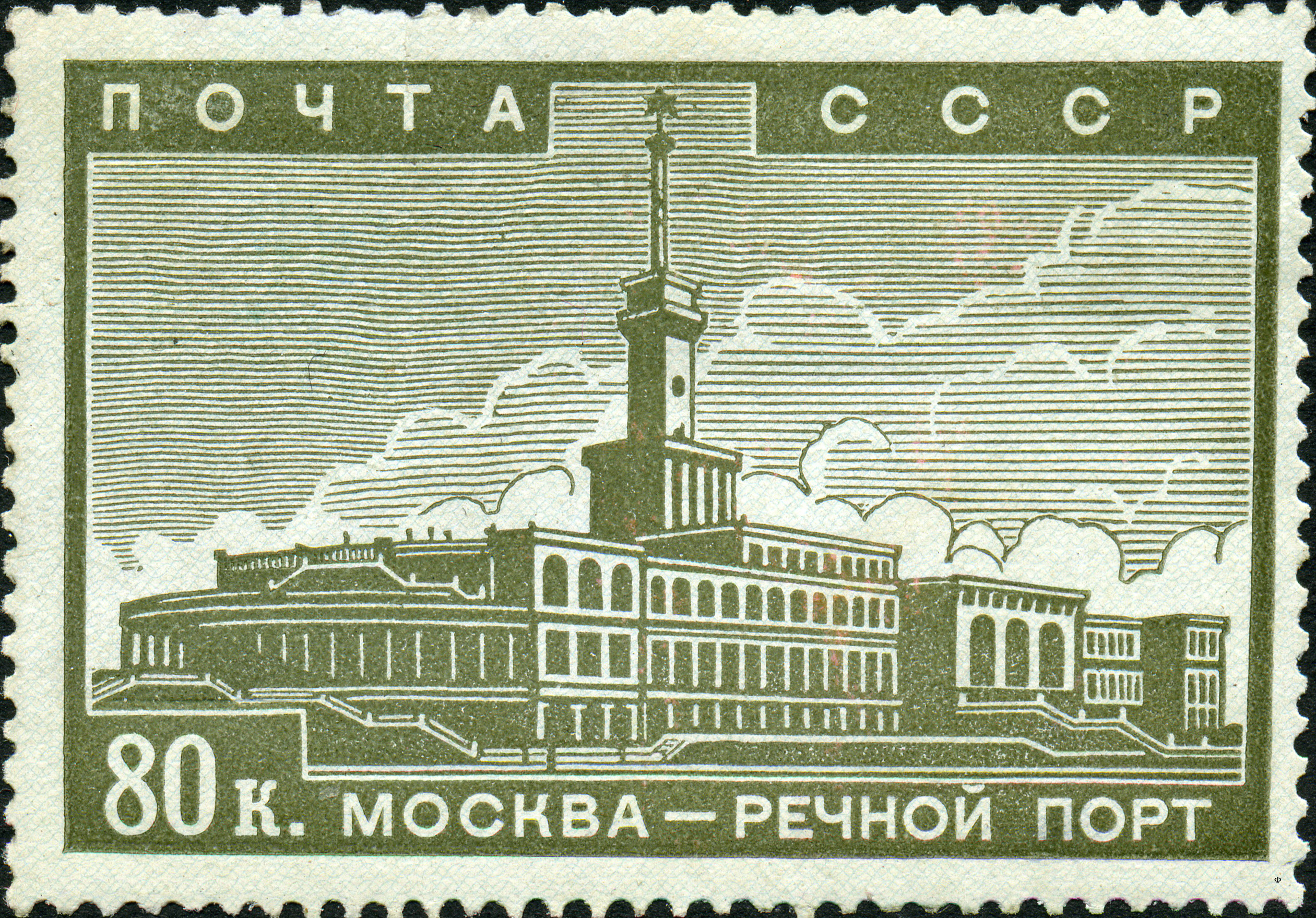
Серия «Реконструкция Москвы»: Химкинский речной вокзал ( (ЦФА [АО «Марка»] № 658), 1939 год).
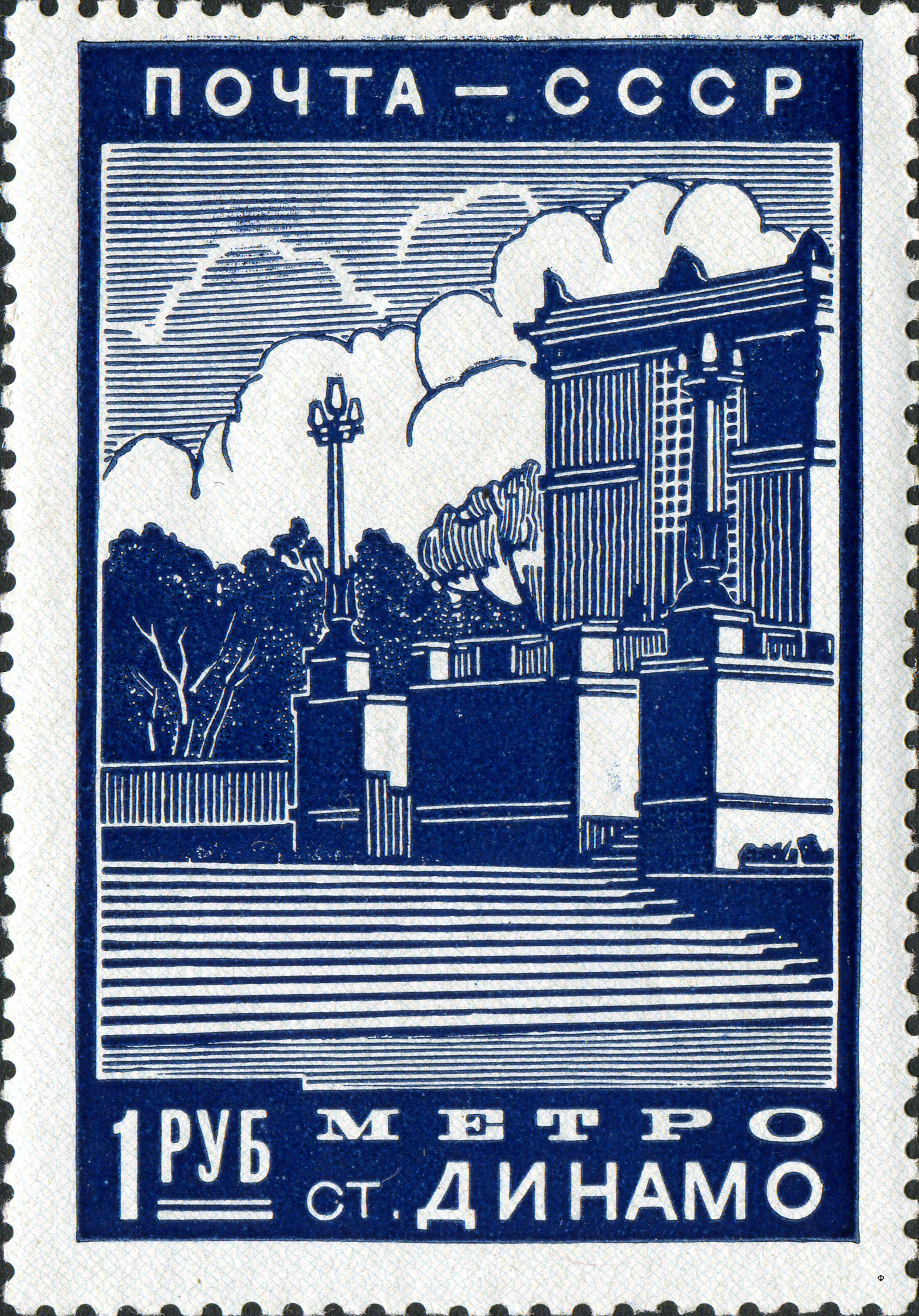
Серия «Реконструкция Москвы»: Станция метро «Динамо» ( (ЦФА [АО «Марка»] № 659), 1939 год).